# Miltotrogus aequinoctialis
Miltotrogus aequinoctialis is een keversoort uit de familie bladsprietkevers (Scarabaeidae). De wetenschappelijke naam van de soort is voor het eerst geldig gepubliceerd in 1790 door Herbst.